# 津山市
津山市（つやまし）は、中国地方の東部、岡山県の北部に位置する市。岡山県では第三規模の都市である。1929年（昭和4年）市制施行。

## 概要

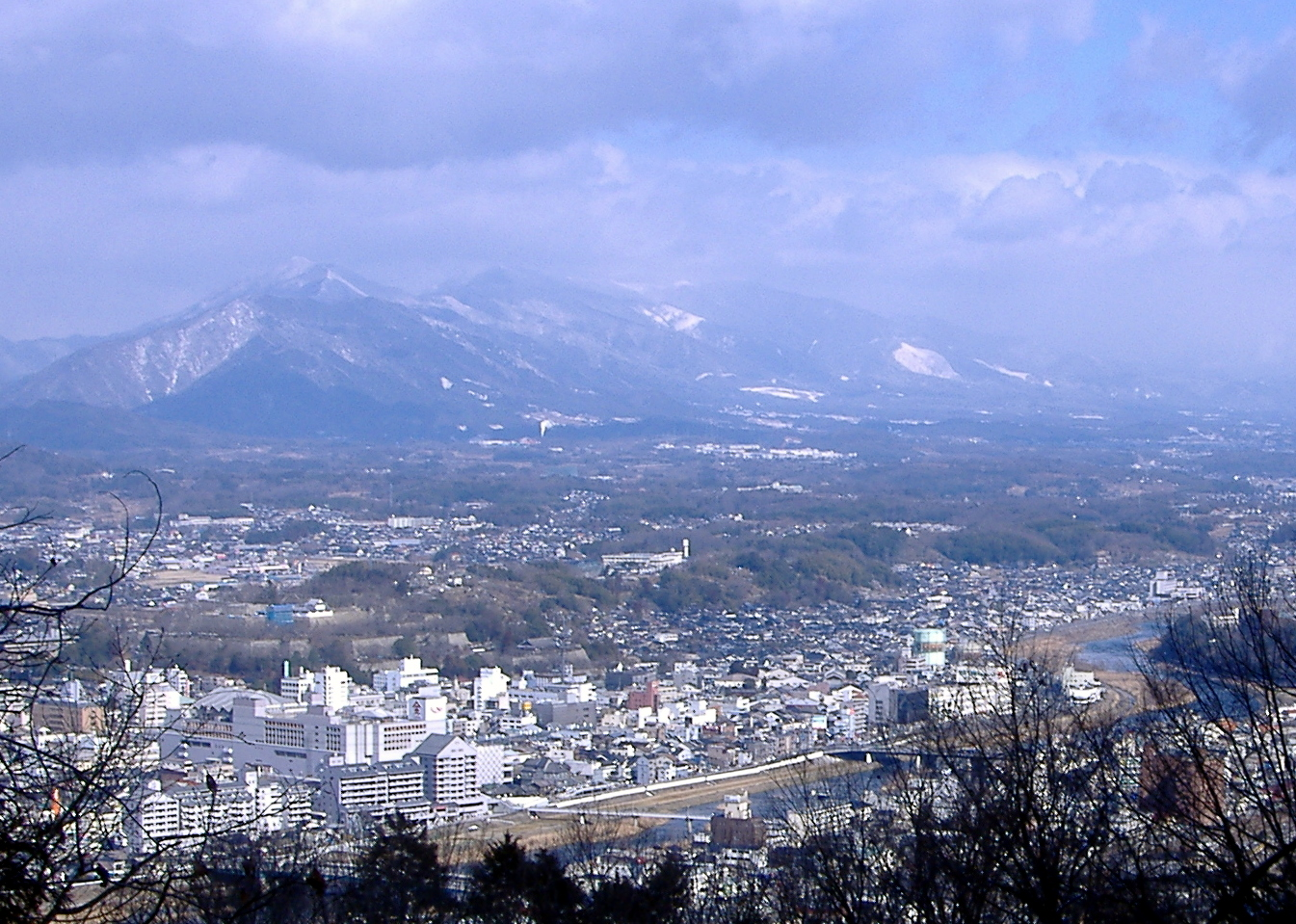
神南備山から望む津山市街

かつては県北の雄都と呼ばれていた。県北の美作地方および津山都市圏の中心都市であり、同時に人口面と経済面における県北最大の都市。また、中国山地の中心都市でもある。越前松平家10万石津山藩の城下町から発達した都市で、市街地は旧苫田郡に含まれる。市全体では、苫田郡・久米郡・勝田郡の3郡に跨る。津山は古代律令時代より美作国の中心地で、山地の多い美作において平野面積が大きな津山盆地に位置することから、古くよりもっとも開け、出雲街道の宿駅なども置かれていた。一宮の門前には市が立ち戸川宿が成立する。戦国時代後半には、森蘭丸の弟の森忠政が18万6500石を拝領し戸川に入封。中世に山名氏が築城した鶴山城跡地に築城し、新たに城下町を築いた。同時に、鶴山を津山へと改称。森家断絶後は、越前松平家が10万石で入封する。
現在はシンボルキャラクター・活波鶴丸・さくら姫、環境ヒーロー・津山太助となかまたち等のご当地キャラがいる。ご当地グルメとして、津山ホルモンうどん、津山バーガー、津山ロール、津山餃子などが知られる。

## 地理

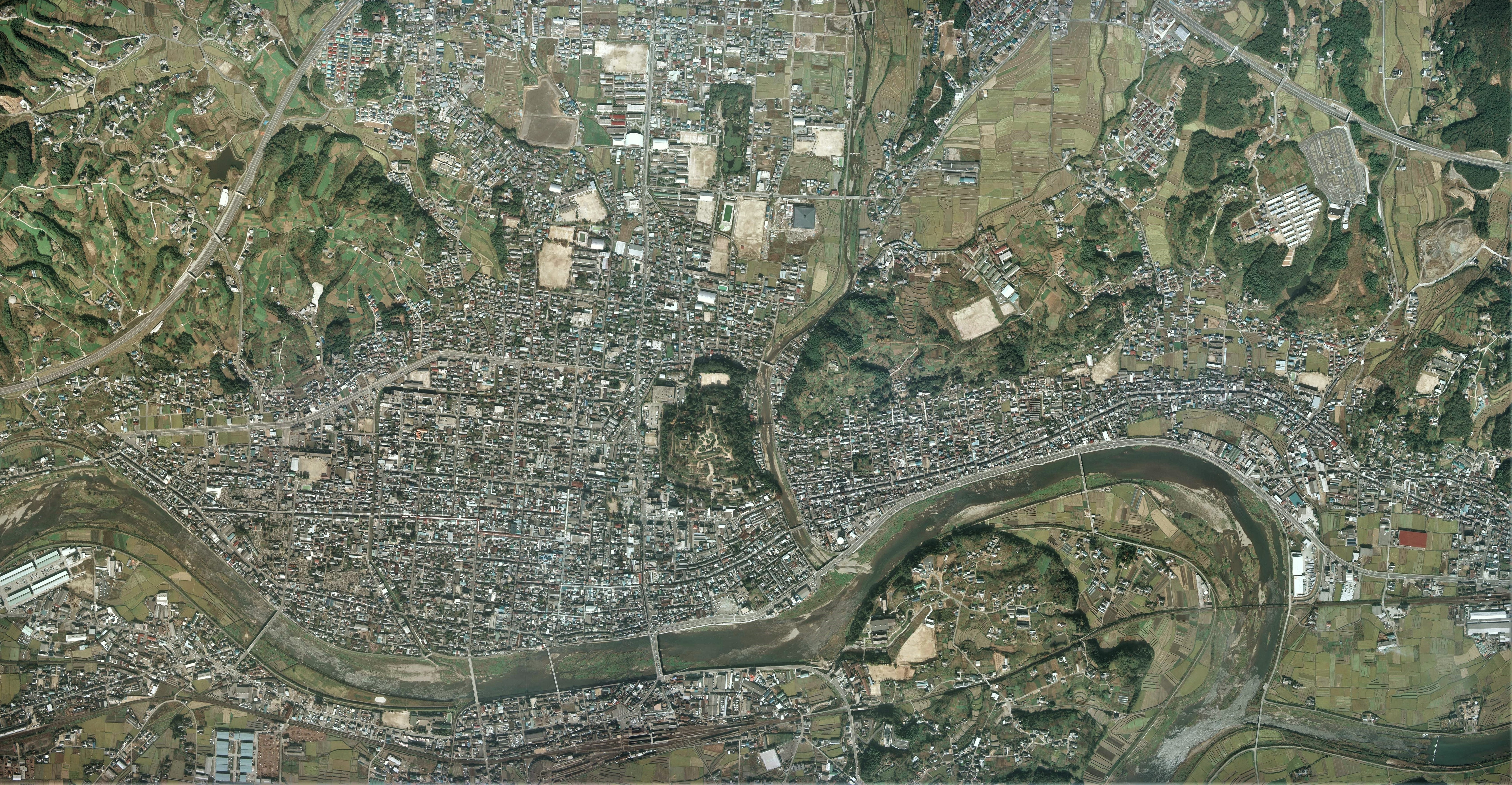
津山市中心部周辺の空中写真。
1976年10月27日撮影の4枚を合成作成。。

### 自然
北部・西部を中国山地、東部を美作台地、南部を吉備高原に囲まれた津山盆地を形成している。
- 山：滝山（1,196m）、角ヶ仙 (1153m)、天狗寺山（832m）、入道山（752m）
- 川：吉井川、加茂川（吉井川支流）

### 気候
旧津山市、旧加茂町、旧阿波村、旧勝北町は豪雪地帯対策特別措置法において豪雪地帯に指定されている。
年間を通して災害が非常に少ない。
| 津山特別地域気象観測所（津山市林田、標高146m）の気候    | 津山特別地域気象観測所（津山市林田、標高146m）の気候 | 津山特別地域気象観測所（津山市林田、標高146m）の気候 | 津山特別地域気象観測所（津山市林田、標高146m）の気候 | 津山特別地域気象観測所（津山市林田、標高146m）の気候 | 津山特別地域気象観測所（津山市林田、標高146m）の気候 | 津山特別地域気象観測所（津山市林田、標高146m）の気候 | 津山特別地域気象観測所（津山市林田、標高146m）の気候 | 津山特別地域気象観測所（津山市林田、標高146m）の気候 | 津山特別地域気象観測所（津山市林田、標高146m）の気候 | 津山特別地域気象観測所（津山市林田、標高146m）の気候 | 津山特別地域気象観測所（津山市林田、標高146m）の気候 | 津山特別地域気象観測所（津山市林田、標高146m）の気候 | 津山特別地域気象観測所（津山市林田、標高146m）の気候 |
| 月                                                      | 1月                                                  | 2月                                                  | 3月                                                  | 4月                                                  | 5月                                                  | 6月                                                  | 7月                                                  | 8月                                                  | 9月                                                  | 10月                                                 | 11月                                                 | 12月                                                 | 年                                                   |
| ------------------------------------------------------- | ---------------------------------------------------- | ---------------------------------------------------- | ---------------------------------------------------- | ---------------------------------------------------- | ---------------------------------------------------- | ---------------------------------------------------- | ---------------------------------------------------- | ---------------------------------------------------- | ---------------------------------------------------- | ---------------------------------------------------- | ---------------------------------------------------- | ---------------------------------------------------- | ---------------------------------------------------- |
| 最高気温記録 °C （°F）                                  | 17.9 (64.2)                                          | 22.5 (72.5)                                          | 25.8 (78.4)                                          | 30.4 (86.7)                                          | 32.9 (91.2)                                          | 36.1 (97)                                            | 37.4 (99.3)                                          | 38.4 (101.1)                                         | 36.6 (97.9)                                          | 31.3 (88.3)                                          | 26.3 (79.3)                                          | 19.9 (67.8)                                          | 38.4 (101.1)                                         |
| 平均最高気温 °C （°F）                                  | 7.8 (46)                                             | 9.2 (48.6)                                           | 13.4 (56.1)                                          | 19.5 (67.1)                                          | 24.2 (75.6)                                          | 26.9 (80.4)                                          | 30.4 (86.7)                                          | 32.0 (89.6)                                          | 27.7 (81.9)                                          | 21.9 (71.4)                                          | 15.7 (60.3)                                          | 9.9 (49.8)                                           | 19.9 (67.8)                                          |
| 日平均気温 °C （°F）                                    | 2.5 (36.5)                                           | 3.4 (38.1)                                           | 6.8 (44.2)                                           | 12.4 (54.3)                                          | 17.5 (63.5)                                          | 21.5 (70.7)                                          | 25.3 (77.5)                                          | 26.3 (79.3)                                          | 22.2 (72)                                            | 16.0 (60.8)                                          | 9.7 (49.5)                                           | 4.5 (40.1)                                           | 14.0 (57.2)                                          |
| 平均最低気温 °C （°F）                                  | −1.4 (29.5)                                          | −1.1 (30)                                            | 1.4 (34.5)                                           | 6.1 (43)                                             | 11.6 (52.9)                                          | 17.0 (62.6)                                          | 21.6 (70.9)                                          | 22.3 (72.1)                                          | 18.1 (64.6)                                          | 11.2 (52.2)                                          | 5.1 (41.2)                                           | 0.4 (32.7)                                           | 9.4 (48.9)                                           |
| 最低気温記録 °C （°F）                                  | −12.8 (9)                                            | −11.1 (12)                                           | −9.7 (14.5)                                          | −5.1 (22.8)                                          | −0.6 (30.9)                                          | 6.1 (43)                                             | 11.4 (52.5)                                          | 11.4 (52.5)                                          | 5.7 (42.3)                                           | −0.6 (30.9)                                          | −5.5 (22.1)                                          | −8.9 (16)                                            | −12.8 (9)                                            |
| 降水量 mm （inch）                                      | 52.2 (2.055)                                         | 59.3 (2.335)                                         | 99.7 (3.925)                                         | 116.1 (4.571)                                        | 148.5 (5.846)                                        | 185.1 (7.287)                                        | 238.3 (9.382)                                        | 127.9 (5.035)                                        | 170.5 (6.713)                                        | 99.0 (3.898)                                         | 60.8 (2.394)                                         | 56.1 (2.209)                                         | 1,416 (55.748)                                       |
| 降雪量 cm （inch）                                      | 18 (7.1)                                             | 16 (6.3)                                             | 2 (0.8)                                              | -                                                    | -                                                    | -                                                    | -                                                    | -                                                    | -                                                    | -                                                    | 0 (0)                                                | 9 (3.5)                                              | 44 (17.3)                                            |
| 平均降水日数 （≥0.5 mm）                                | 9.9                                                  | 10.3                                                 | 11.3                                                 | 10.5                                                 | 10.8                                                 | 12.4                                                 | 13.4                                                 | 10.3                                                 | 11.0                                                 | 8.2                                                  | 8.4                                                  | 9.6                                                  | 125.7                                                |
| % 湿度                                                  | 79                                                   | 76                                                   | 72                                                   | 69                                                   | 71                                                   | 77                                                   | 81                                                   | 78                                                   | 78                                                   | 79                                                   | 81                                                   | 82                                                   | 77                                                   |
| 平均月間日照時間                                        | 114.9                                                | 121.3                                                | 160.2                                                | 185.3                                                | 195.7                                                | 145.0                                                | 144.5                                                | 180.2                                                | 146.6                                                | 154.1                                                | 121.1                                                | 111.5                                                | 1,779                                                |
| 出典：気象庁 (平均値：1991年-2020年、極値：1943年-現在) |                                                      |                                                      |                                                      |                                                      |                                                      |                                                      |                                                      |                                                      |                                                      |                                                      |                                                      |                                                      |                                                      |

### 隣接する自治体
- 岡山県
  - 真庭市、苫田郡鏡野町、勝田郡勝央町・奈義町、久米郡美咲町
- 鳥取県
  - 鳥取市、八頭郡智頭町

### 地区
平成の大合併により、現在大きく分けると29の地区が存在する。
平成の大合併前からの地区
- 中央・鶴城・城北・城南・城西
- 城東
- 東津山
- 一宮
- 院庄
- 大崎
- 河辺
- 神庭
- 佐良山
- 成名

- 高倉
- 高田
- 高野
- 滝尾
- 田邑
- 西苫田
- 二宮
- 東苫田
- 広野
- 福岡・福南

平成の大合併で加わった地区
- 阿波
- 加茂
- 久米
- 勝北

### 人口
| |                                        |  |
| 津山市と全国の年齢別人口分布（2005年） | 津山市の年齢・男女別人口分布（2005年） |  |
| ■紫色 ― 津山市 ■緑色 ― 日本全国 | ■青色 ― 男性 ■赤色 ― 女性              |  |
| 津山市（に相当する地域）の人口の推移 \| 1970年（昭和45年） \| 101,015人 \| \| \| 1975年（昭和50年） \| 103,527人 \| \| \| 1980年（昭和55年） \| 106,684人 \| \| \| 1985年（昭和60年） \| 110,542人 \| \| \| 1990年（平成2年） \| 112,386人 \| \| \| 1995年（平成7年） \| 113,617人 \| \| \| 2000年（平成12年） \| 111,499人 \| \| \| 2005年（平成17年） \| 110,569人 \| \| \| 2010年（平成22年） \| 106,788人 \| \| \| 2015年（平成27年） \| 103,746人 \| \| \| 2020年（令和2年） \| 99,937人 \| \| |                                        |  |
| 総務省統計局 国勢調査より |                                        |  |
| 1970年（昭和45年） | 101,015人                              |  |
| 1975年（昭和50年） | 103,527人                              |  |
| 1980年（昭和55年） | 106,684人                              |  |
| 1985年（昭和60年） | 110,542人                              |  |
| 1990年（平成2年） | 112,386人                              |  |
| 1995年（平成7年） | 113,617人                              |  |
| 2000年（平成12年） | 111,499人                              |  |
| 2005年（平成17年） | 110,569人                              |  |
| 2010年（平成22年） | 106,788人                              |  |
| 2015年（平成27年） | 103,746人                              |  |
| 2020年（令和2年） | 99,937人                               |  |

## 歴史

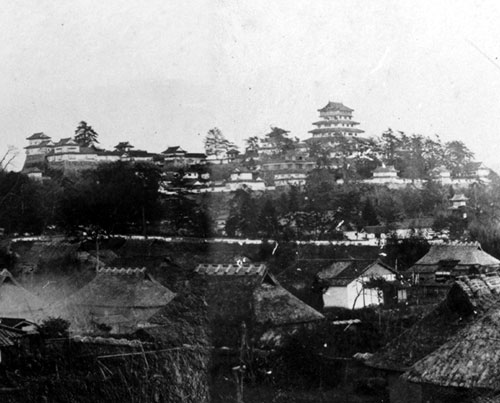
1872年頃の津山城

### 古代 - 近世
- 和銅6年（713年） - 備前国より美作国が分離、津山市内に国府が置かれる。
- 元弘2年（1332年） - 後醍醐天皇が院庄に滞在する。
- 天文23年（1554年） - 中山神社を拠点に土一揆が起きる。
- 慶長8年（1603年） - 森忠政、18万6500石にて津山藩を立藩。
- 元和2年（1616年） - 津山城完成。
- 明暦3年（1675年） - 森長継が衆楽園の築造をはじめる。
- 元禄11年（1698年） - 森氏除封により、松平宣富が10万石にて津山に入封。
- 享保11年（1726年）山中一揆が起きる。

### 近代
- 明治4年7月14日（1871年8月29日） - 廃藩置県により、津山は津山県の県庁所在地となる。
- 明治9年（1876年） - 岡山県に編入される。
- 明治21年（1888年） - 津山 - 岡山間の電信が開通。
- 明治22年（1889年）6月1日 - 町村制施行により津山町発足。
- 明治28年（1895年） - 津山中学校が開校。
- 明治31年（1898年） -中国鉄道株式会社が 現在の津山線津山口駅 - 岡山駅間を開通。この開通により、津山市と岡山市を結ぶ交通の利便性が向上し、地域経済の発展に寄与した。また、この路線の開通に伴い、沿線にある観光地や温泉地へのアクセスが容易になり、観光客の誘致にも繋がった。その後、鉄道の発展と共に、津山線は周辺地域の人々の移動手段として重要な役割を果たすようになり、現在も多くの利用者に愛されている。
- 明治43年（1910年） - 津山電気会社が操業開始。
- 大正9年（1920年） - 第1回国勢調査を実施。人口29,905人
- 大正12年（1923年） - 津山線津山駅 - 津山口駅間が開通。

### 現代
- 1929年（昭和4年）2月11日 - 津山市発足、初代市長・小沼敬三郎。人口33,361人。市域面積38.5km2。
- 1932年（昭和7年） - 津山市章を制定。
- 1934年（昭和9年） - 市庁舎完成（現津山郷土博物館）。上水道の給水を開始。
- 1938年（昭和13年）5月21日 - 津山30人殺し事件。現在の津山市域である西加茂村で男が住民30人を殺害したのち自殺。
- 1945年（昭和20年） - 吉井川が氾濫。
- 1947年（昭和22年） - 初の公選市長に和田義一が当選。人口51,571人。津山市消防団結成。
- 1947年（昭和22年） - 昭和天皇が市内に行幸[5]。津山中学校校庭に奉迎場が設けられた[6]。
- 1951年（昭和26年） - 国立津山療養所が開設。
- 1969年（昭和44年） - 津山広域市町村圏が設定される。
- 1973年（昭和48年） - 津山圏域消防組合が発足。
- 1975年（昭和50年） - 中国自動車道吹田 - 落合間が開通。
- 1979年（昭和54年） - 市木「くすのき」、市花「さつき」を制定。
- 1982年（昭和57年） - 現市庁舎が完成、障害者福祉都市に指定される。
- 1985年（昭和60年） - 人口86,837人。
- 1987年（昭和62年） - 津山国際総合音楽祭を開催。
- 1988年（昭和63年） - 津山国際交流車いす駅伝競走大会、初の女性議会「ひまわり議会」を開催。
- 1991年（平成3年） - 公共下水道一部供用開始。
- 1993年（平成5年） - 津山圏域が地方拠点都市地域に指定される。
- 1994年（平成6年） - 違法駐車防止条例を施行、岡山県津山陸上競技場完成。
- 1995年（平成7年） - ごみ非常事態を宣言。
- 1996年（平成8年） - 津山市東京事務所開設。
- 1997年（平成9年） - テレトピア構想のモデル地区に指定。指定袋制による家庭ごみ処理の有料化。
- 1998年（平成10年） - 台風10号の集中豪雨、床上・床下浸水（浸水家屋3,300戸）。「グリーンヒルズ津山」オープン。
- 1999年（平成11年） - 市花に「さくら」追加。市街地再開発ビル「アルネ・津山」完成。情報公開制度実施。サンタフェ市と友好交流都市縁組。「津山中央病院」オープン。
- 2004年（平成16年） - 津山地域合併協議会設立。
- 2004年（平成16年） - 世界地方都市十字路会議開催。台風23号の暴風により最大瞬間風速50.4mを記録。
- 2005年（平成17年） - 平成の合併により市域面積506.36km2、人口110,569人。津山城備中櫓復元整備工事竣工。

### 市町村合併

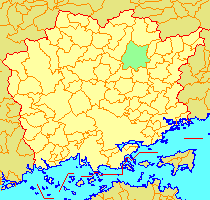
1955年 - 2005年の市域

- 1929年（昭和4年）2月11日 - 苫田郡津山町・津山東町・西苫田村・二宮村・院庄村、久米郡福岡村の2町4村が合併し、津山市発足。津山市京町41番地に市役所が置かれる[7]。
- 1934年（昭和9年）2月11日 - 津山市役所の位置が津山市山下92番地に変更される[7]。
- 1941年（昭和16年）2月11日 - 苫田郡東苫田村、久米郡佐良山村を編入。
- 1954年（昭和29年）7月1日 - 苫田郡田邑村・一宮村・高田村・神庭村・高倉村・高野村、勝田郡河辺村・大崎村・広野村・滝尾村の10村を編入。
- 1955年（昭和30年） - 4月1日、勝北町楢地区、6月1日、勝央町池ヶ原・堂尾地区を編入。
- 1982年（昭和57年）8月2日 - 津山市役所の位置が津山市山北520番地に変更される[7]。
- 2005年（平成17年）2月28日 - 苫田郡加茂町・阿波村、勝田郡勝北町、久米郡久米町を編入。

### 平成の合併
2005年の合併に伴い、地名は、以下の通り変更された。
- 岡山県津山市○○ → 岡山県津山市○○
- 岡山県苫田郡加茂町○○ → 岡山県津山市加茂町○○
- 岡山県苫田郡阿波村○○ → 岡山県津山市阿波○○
- 岡山県勝田郡勝北町○○ → 岡山県津山市○○
- 岡山県久米郡久米町○○ → 岡山県津山市○○

ただし、以下の例外がある。
- 岡山県勝田郡勝北町山形 → 岡山県津山市新野山形
- 岡山県久米郡久米町福田上 → 岡山県津山市八社

市外局番は、0868（21 - 32,36,42,46,57）となっている。
- 0868（21 - 69）エリア
  - 津山市・鏡野町（富地区を除く）・勝央町・奈義町・美咲町（旭地区全域と柵原地区の一部（王子・高下・飯岡）を除く）

## 行政

### 市長
- 谷口圭三（2期目）
- 任期：2026年2月26日

### 歴代市長
| 代    | 氏名       | 就任年月日     | 退任年月日     | 備考                                                          |
| ----- | ---------- | -------------- | -------------- | ------------------------------------------------------------- |
| 初-2  | 小沼敬三郎 | 1929年3月20日  | 1935年4月12日  |                                                               |
| 3     | 中島琢之   | 1935年10月15日 | 1937年2月21日  |                                                               |
| 4     | 有元史郎   | 1937年8月15日  | 1937年10月17日 |                                                               |
| 5     | 中島琢之   | 1938年7月11日  | 1939年9月2日   |                                                               |
| 6     | 小沼敬三郎 | 1939年9月3日   | 1942年9月24日  |                                                               |
| 7     | 平松俊太郎 | 1943年2月9日   | 1946年10月30日 |                                                               |
| 8     | 和田義一   | 1947年4月5日   | 1951年4月4日   | 以後、公選                                                    |
| 9     | 中島琢之   | 1951年4月23日  | 1954年11月8日  |                                                               |
| 10    | 岸本昌     | 1954年12月12日 | 1955年7月22日  |                                                               |
| 11    | 井上義夫   | 1955年9月3日   | 1956年6月7日   | 在職中死去                                                    |
| 12-14 | 額田雄治郎 | 1956年7月22日  | 1968年7月21日  |                                                               |
| 15-18 | 生末敏夫   | 1968年7月22日  | 1983年4月3日   |                                                               |
| 19-21 | 永礼達造   | 1983年4月24日  | 1995年4月25日  |                                                               |
| 22-24 | 中尾嘉伸   | 1995年4月26日  | 2006年1月29日  | リコール成立で失職                                            |
| 25    | 桑山博之   | 2006年3月19日  | 2010年3月1日   | 2期目を目指した市長選挙に落選。任期満了前に辞職               |
| 26-27 | 宮地昭範   | 2010年3月2日   | 2018年2月26日  | 元津山市職員。3期目を目指した市長選挙に落選。任期満了前に辞職 |
| 28-29 | 谷口圭三   | 2018年2月27日  |                |                                                               |

※歴代市長

### 市役所本庁舎等
- 本庁舎[10]

〒708-8501 津山市山北520
正面玄関前に流政之制作の「津山斜居」(1984年)が設置されている。
- 東庁舎[10]
- 津山すこやか・こどもセンター[10]

### 市役所支所
- 久米支所（旧久米郡久米町）

〒709-4603 津山市中北下1300
- 勝北支所（旧勝北町）

〒708-1205 津山市新野東567
- 加茂支所（旧加茂町）

〒709-3905 津山市加茂町塔中104
- 阿波出張所（旧阿波村）

〒709-3951 津山市阿波1209-4

### 消防
- 津山圏域消防組合消防本部
  - 中央消防署
  - 加茂出張所
  - 東消防署

### 県の機関
- 岡山県美作県民局本庁舎
- 岡山県美作保健所

### 警察
- 岡山県津山警察署
  - 警察は勝北地区が美作市にある美作警察署（2005年（平成17年）3月31日に勝英警察署から改称）、久米地区が美咲町にある美咲警察署（2005年（平成17年）3月22日に久米警察署から改称）、その他が津山警察署の管轄だったが、2006年（平成18年）4月1日から全域が津山警察署の管轄となった。

### 国の機関
裁判所
- 岡山地方裁判所津山支部
- 岡山家庭裁判所津山支部
- 津山簡易裁判所

法務省
- 岡山地方検察庁津山支部
- 津山区検察庁・勝山区検察庁
- 岡山地方法務局津山支局
- 岡山保護観察所津山駐在官事務所
- 岡山刑務所津山拘置支所

財務省
- 津山税務署

厚生労働省
- 岡山労働局
  - 津山労働基準監督署
  - 津山公共職業安定所
- 日本年金機構津山年金事務所

農林水産省
- 近畿中国森林管理局岡山森林管理署
  - 津山森林事務所
  - 加茂森林事務所

国土交通省
- 中国地方整備局岡山国道事務所津山出張所
- 岡山地方気象台津山特別地域気象観測所

防衛省
- 中国四国防衛局津山防衛事務所
- 自衛隊岡山地方協力本部津山出張所

## 議会

### 市議会
- 定数：28人
- 任期：2023年4月30日

### 県議会
- 選挙区：津山市・苫田郡・勝田郡
- 定数：4名
- 任期：2019年（令和元年）5月15日～2023年（令和5年）5月14日

| 議員名   | 会派名               | 備考 |
| -------- | -------------------- | ---- |
| 本山紘司 | 自由民主党岡山県議団 |      |
| 山本雅彦 | 自由民主党岡山県議団 |      |
| 田野孝明 | 自由民主党岡山県議団 |      |
| 清水薫   | 自由民主党岡山県議団 |      |

### 衆議院
- 選挙区：岡山3区 津山市、笠岡市、井原市、総社市、高梁市、新見市、真庭市、美作市、浅口市、里庄町、矢掛町、新庄村、鏡野町、勝央町、奈義町、西粟倉村、久米南町、美咲町
- 任期：2024年（令和6年）10月27日 - 2028年（令和10年）10月26日（「第50回衆議院議員総選挙」参照）　　　　　　　　　　　　　　　　　当日有権者数： 396,928人
- 投票率： 53.42％

| 当落 | 候補者名   | 年齢 | 所属党派   | 新旧別 | 得票数    | 重複 |
| ---- | ---------- | ---- | ---------- | ------ | --------- | ---- |
| 当   | 加藤勝信   | 68   | 自由民主党 | 前     | 133,389票 | ◯    |
|      | はたともこ | 58   | 立憲民主党 | 新     | 59,881    | ○    |
|      | 原田あきこ | 51   | 日本共産党 | 新     | 13,413    |      |

## 姉妹都市・提携都市

### 海外
- サンタフェ市（アメリカ合衆国ニューメキシコ州）
  - 1999年10月30日友好都市提携

### 国内
姉妹都市
- 宮古島市（沖縄県)
  - 1965年3月15日 - 旧平良市と姉妹都市提携

提携都市
- 飯田市（長野県）
  - 1969年3月25日 - 市政提携締結
- 出雲市（島根県）
  - 1981年7月28日 - 友好交流都市提携(三市協定)
- 諫早市（長崎県）
  - 1981年7月28日 - 友好交流都市提携(三市協定)
- 土庄町（香川県小豆郡）
  - 1985年4月7日 - 歴史友好都市提携締結
- 可児市（岐阜県）
  - 1995年10月16日 - 旧兼山町と歴史友好都市提携締結

その他
- 美作の小京都「津山」として全国京都会議に加盟している。

## 医療・福祉
- 津山中央病院
- 津山第一病院
- 大谷病院
- 中島病院
- 石川病院

## 教育

### 大学・短期大学
- 美作大学
- 美作大学短期大学部
- 美作大学大学院

### 高等専門学校
- 津山工業高等専門学校

### 高等学校
公立
- 岡山県立津山高等学校
- 岡山県立津山東高等学校
- 岡山県立津山工業高等学校
- 岡山県立津山商業高等学校

私立
- 岡山県美作高等学校

### 中学校
- 岡山県立津山中学校（2015年4月1日開校、岡山県立津山高等学校に併設）
- 津山市立津山東中学校
- 津山市立中道中学校
- 津山市立北陵中学校
- 津山市立鶴山中学校
- 津山市立津山西中学校
- 津山市立加茂中学校
- 津山市立勝北中学校
- 津山市立久米中学校

### 小学校
- 津山市立東小学校
- 津山市立西小学校
- 津山市立南小学校
- 津山市立北小学校
- 津山市立林田小学校
- 津山市立鶴山小学校
- 津山市立弥生小学校
- 津山市立向陽小学校
- 津山市立院庄小学校
- 津山市立佐良山小学校

- 津山市立一宮小学校
- 津山市立高田小学校
- 津山市立清泉小学校
- 津山市立高倉小学校
- 津山市立高野小学校
- 津山市立成名小学校
- 津山市立河辺小学校
- 津山市立大崎小学校
- 津山市立広野小学校
- 津山市立加茂小学校

- 津山市立新野小学校
- 津山市立広戸小学校
- 津山市立勝加茂小学校
- 津山市立喬松小学校
- 津山市立中正小学校
- 津山市立誠道小学校
- 津山市立秀実小学校

## 経済

### 商業

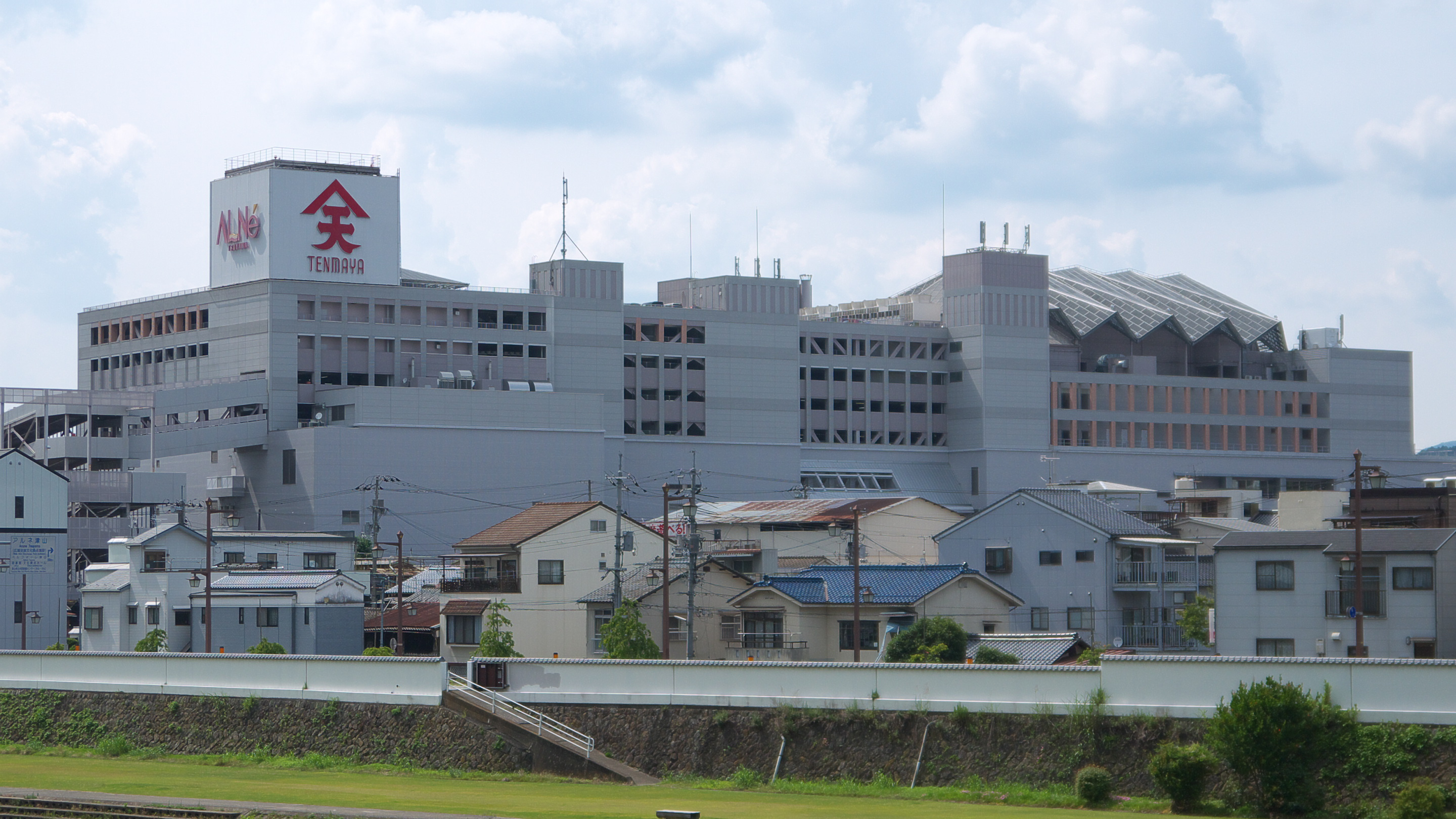
アルネ・津山

県北の拠点として、商業は中心産業である。古くから美作国津山藩の城下町として、また出雲街道の宿場町として、街道沿いには商家が建ち並び、商業は盛んであった。旧出雲街道沿いに広がる市街地には多くの商店街が形成されていたが、モータリーゼーションの発達に伴う近年の郊外型ショッピングセンターの隆盛により利用は減少傾向にあった。そのため再開発計画が進められ、1999年（平成11年）には中心施設である複合ショッピングビル「アルネ・津山」が天満屋を核にオープンした。

### 工業
製造業事業所数 212事業所、従業者数 6,606人、製造品出荷額等 226,646百万円（平成22年）。
- 院庄工業団地
- 国分寺工業団地
- 綾部工業団地 - パナソニック AVCネットワークス社 津山工場があり、カセット型磁気テープやDVD-Rの生産を行っている。
- 草加部工業団地
- 高野工業団地
- 津山中核工業団地（金井 - 瓜生原）

### 農業
農家数4,783戸。経営耕地面積4,314ha。うち、田：3,918ha、畑 338ha、樹園地 58ha （平成17年）。

### 津山市を拠点とする主な企業
- 津山信用金庫
- 津山朝日新聞
- 津山ガス
- テレビ津山
- くらや
- マルイ
- ナンバホームセンター
- 全秦通商
- 日本植生
- 院庄林業
- 中鉄北部バス

## 郵便
集配郵便局
- 津山郵便局
- 加茂郵便局
- 成名郵便局

無集配郵便局
津山郵便区
- 津山中之町郵便局
- 津山口郵便局
- 津山坪井郵便局

- 津山大谷郵便局
- 津山一宮郵便局
- 津山二宮郵便局

- 津山川崎郵便局
- 津山田町郵便局
- 久米郵便局

- 大崎郵便局
- 宮尾郵便局
- 桑村郵便局

- 坪井郵便局

加茂郵便区
- 上加茂郵便局

- 阿波郵便局

成名郵便区
- 津山高野郵便局
- 滝尾郵便局

- 勝北郵便局
- 新野郵便局

簡易郵便局
津山郵便区
- 津山林田簡易郵便局
- 津山国分寺簡易郵便局
- 津山小田中簡易郵便局

- 津山総社簡易郵便局
- 津山北園簡易郵便局
- 津山皿簡易郵便局

- 上河原簡易郵便局
- 志戸部簡易郵便局
- 油木簡易郵便局

- 院庄簡易郵便局
- 宮部簡易郵便局
- 田邑簡易郵便局

- 岩谷簡易郵便局

加茂郵便区
- 美作宇野簡易郵便局

成名郵便区
- 津山山西簡易郵便局
- 広野簡易郵便局

- 美作高倉簡易郵便局
- 勝加茂簡易郵便局

- 西中簡易郵便局
- 案内簡易郵便局

## 交通

### 鉄道路線
西日本旅客鉄道（JR西日本）
- 津山線：佐良山駅 - 津山口駅 - 津山駅
- 姫新線：美作大崎駅 - 東津山駅 - 津山駅 - 院庄駅 - 美作千代駅 - 坪井駅
- 因美線：美作河井駅 - 知和駅 - 美作加茂駅 - 三浦駅 - 美作滝尾駅 - 高野駅 - 東津山駅
- 中心となる駅：津山駅

2009年3月に急行「つやま」が廃止されたことにより津山駅に発着する急行列車は消滅した。岡山駅 - 津山駅間には快速「ことぶき」が運行されている。

### バス

#### 高速バス
- 東京と岡山市を結ぶ夜行高速バス路線のうち「ルブラン号」（両備ホールディングス・東北急行バス共同運行）および「ルミナス・マスカット号」（両備ホールディングス・下津井電鉄・小田急ハイウェイバス・関東バス）が津山駅に発着する。ただし2025年1月1日現在ルブラン号は運休中。
- 中国ハイウェイバス（西日本ジェイアールバス、神姫バス）
  - 津山駅 - 津山IC - 新大阪駅 - 大阪駅 - ユニバーサル・スタジオ・ジャパン

#### 一般路線バス
- 中鉄北部バス
  - 津山市内
  - 奈義町方面（津山駅 - 勝北支所前 - ナギテラス - 行方 - 小坂）
  - 勝央町方面（津山駅 - 勝間田駅前）
  - 鏡野町方面（津山駅 - 院庄駅前 - 寺元 - 小座 - 奥津振興センター前 - 奥津温泉 - 石越）
  - 美咲町吉ヶ原方面（東一宮車庫・スポーツセンター - 津山駅 - 大戸 - 吉ヶ原 - 高下）
- 加茂観光バス - 旧加茂町域で運行。
- ごんごバス - 津山市中心部で運行するコミュニティバス。
- あさひチェリーバス
  - 美咲町旧中央町・津山市旧久米町・美咲町旧旭町方面（津山駅 - 佐良山 - 錦織 - 油木 - 西川）
- 柵原星のふる里バス
  - 美咲町旧柵原町・赤磐市旧吉井町方面（津山駅 - 柵原病院前 - 吉井支所）
- おおぞらバス
  - 鏡野町・真庭市余野・鏡野町旧富村方面（津山駅 - 小座 - 余野上 - 富振興センター前）
- 美作市営バス
  - 美作市営勝田バス（津山東高口・津山駅北口広場 - 津山IC - 梶並）
  - 美作市営英田バス（イオン津山店前 - 福本）

このほかに阿波・加茂・勝北・久米地域においてAI配車システムを活用したデマンド型交通「のるイコつやま」が運行されている。

### 道路
高速道路
- E2A 中国自動車道：津山IC - 院庄IC

- 国道53号
- 国道374号 終点
（国道53号、国道179号交点）
新河辺交差点
- 国道429号休乢トンネル。

一般国道
- 国道53号
- 国道179号
- 国道181号
- 国道374号
- 国道429号

主要地方道
- 岡山県道6号津山智頭八東線
- 岡山県道26号津山柵原線
- 岡山県道67号勝央勝北線
- 岡山県道68号津山加茂線
- 岡山県道70号久米建部線
- 岡山県道75号加茂奥津線

一般県道
- 岡山県道117号鱒返余戸線
- 岡山県道118号加茂用瀬線
- 岡山県道205号美作千代停車場線
- 岡山県道206号院庄線
- 岡山県道208号美作河井停車場線
- 岡山県道338号市場津山線
- 岡山県道339号西一宮中北上線
- 岡山県道347号田熊高野停車場線
- 岡山県道394号大篠津山停車場線
- 岡山県道412号福井美作大崎停車場線
- 岡山県道413号安井津山線
- 岡山県道452号小原船頭線
- 岡山県道455号小山桑上線
- 岡山県道476号横野滝線

未認定（鳥取県道）

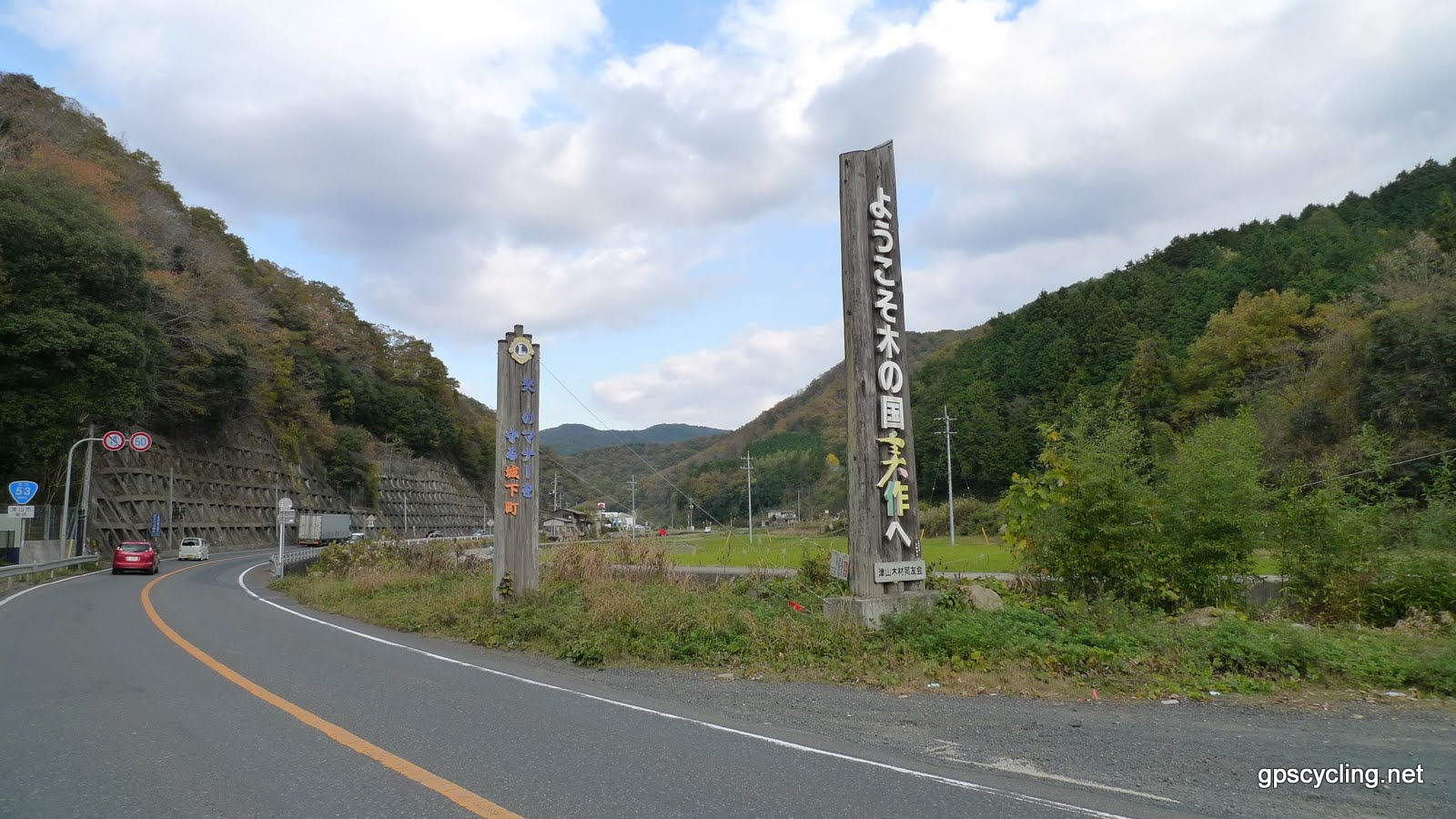
鳥取県道303号大高下口波多線※起点は岡山県にあるが岡山県側は未供用であり岡山県道には認定されていない[13]。岡山県側は林道落合線となっている。
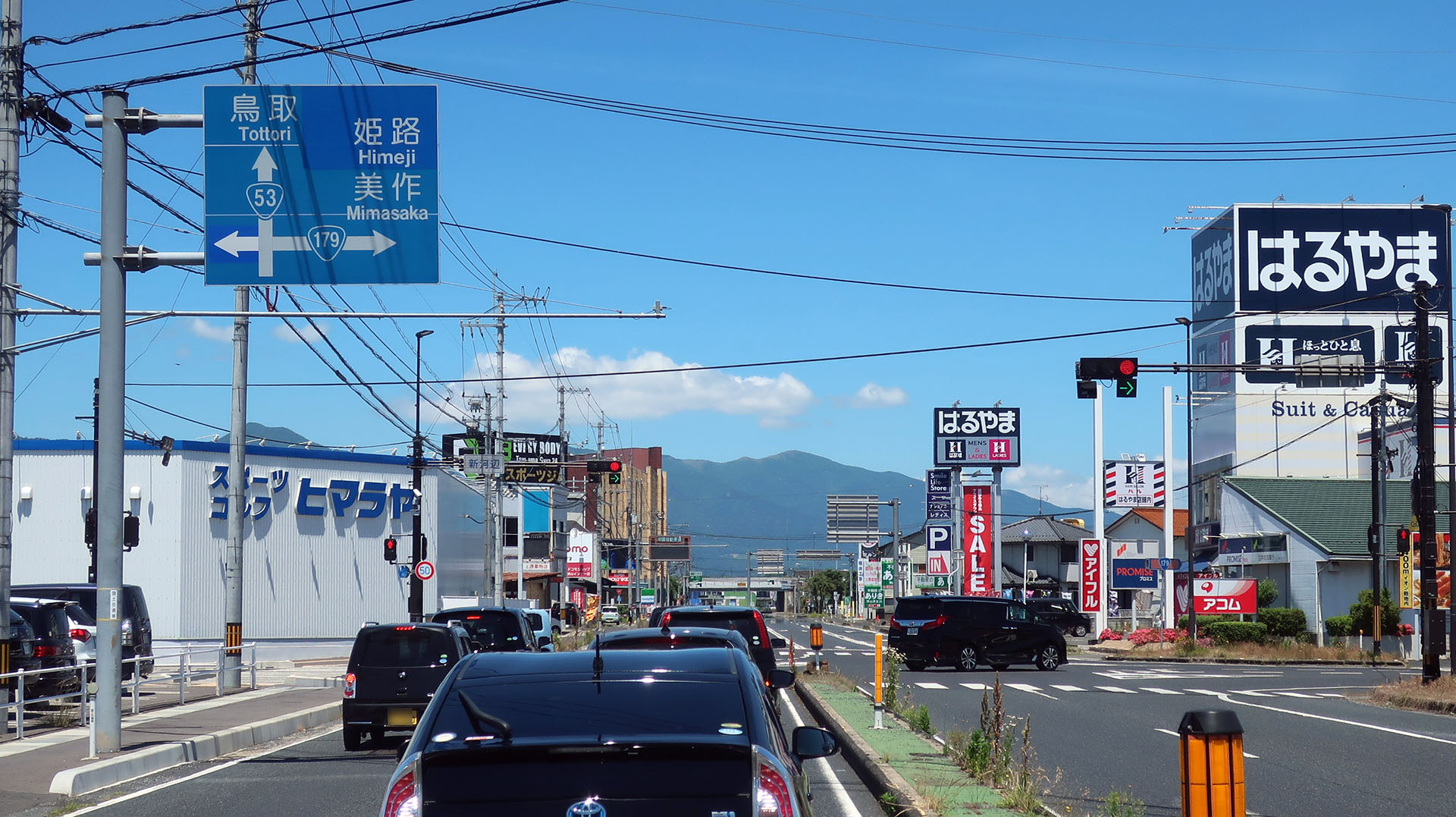
国道374号 終点 （国道53号、国道179号交点） 新河辺交差点
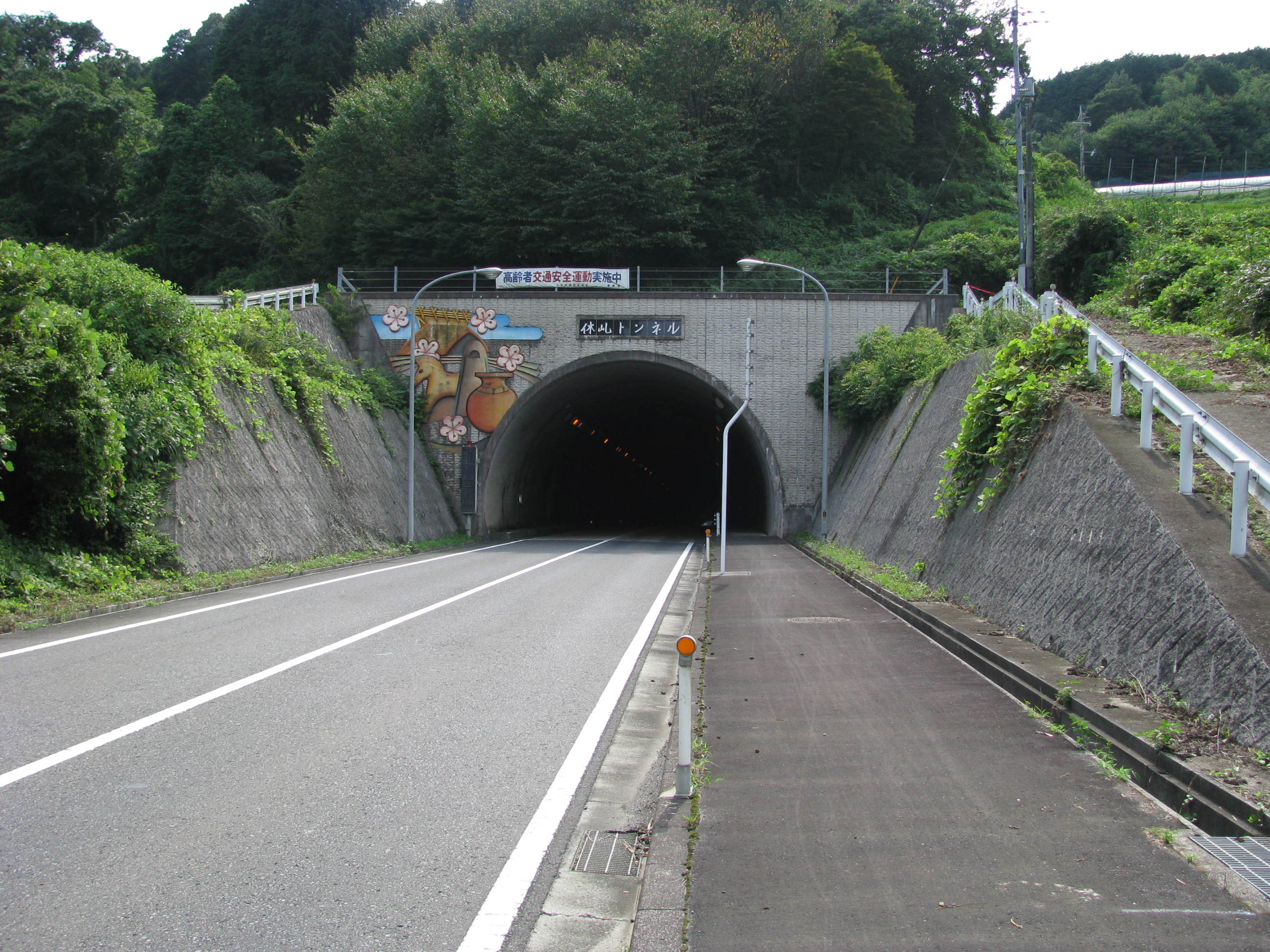
国道429号休乢トンネル。

市内では国道同士や国道と県道を含め、多くの道が重複する区間がある。西部の津山市一方から同市東部の河辺までは国道53号、国道179号、国道429号が重複、河辺からも高野本郷までは、53号と429号が重複する。交点のみも含めると船頭町交差点では5つ（国道53号、179号、429号、県道394号、452号）が重複するケースもある。交点のみを除くと、今津屋橋 - 横山の津山駅前まで上述の5つから県道452号を除く4つが重複する。実際には国道優先、若い番号優先で、この場合国道53号と呼称されることが多いが、道路標識上などはこれらがすべてひとつの道に当てられている。
道の駅
- 久米の里

主な通り
- 鶴山通り（市街地を南北に縦断する一番のメインストリート）
- 城西通り（産業道路）
- 奴通り
- 柳通り

## メディア

### 新聞
- 山陽新聞社津山支社
- 津山朝日新聞(夕刊紙)
- 朝日新聞社津山支局
- 毎日新聞社津山通信部
- 読売新聞社津山通信部
- 産経新聞社津山通信部

### 地域情報誌
- 株式会社AFWアットタウン(JOBアットタウン・アットタウン)
- 株式会社スタジオ ア・ビアント(JAKEN)

### 放送
報道機関
- NHK岡山放送局津山支局
- RSK山陽放送津山支局
- 岡山放送津山報道支局

ケーブルテレビ
- テレビ津山

地上波テレビ放送
津山地域の基幹局である「津山中継局」の他、市の中心部では「津山南中継局」を受信している世帯も多い。なお、NHK総合のみ季節混信対策として津山東中継局が設置されている。
加茂地区では「美作加茂局」を受信するが、ここからはRNC・KSB・TSCが電波を出していない。
| 局名                 | 局名                 | NHK岡山 | NHK岡山 | RSK  | OHK  | TSC  | RNC  | KSB  | 出力       | 偏波面 | 送信 場所 |
| 局名                 | 局名                 | 総合    | 教育    | RSK  | OHK  | TSC  | RNC  | KSB  | 出力       | 偏波面 | 送信 場所 |
| デジタルリモコン番号 | デジタルリモコン番号 | 1ch     | 2ch     | 6ch  | 8ch  | 7ch  | 4ch  | 5ch  | 出力       | 偏波面 | 送信 場所 |
| -------------------- | -------------------- | ------- | ------- | ---- | ---- | ---- | ---- | ---- | ---------- | ------ | --------- |
| 津山                 | デジタル             | 22ch    | 13ch    | 19ch | 16ch | 14ch | 15ch | 17ch | 50W        | 水平   | 黒沢山    |
| 津山                 | アナログ             | 2ch     | 12ch    | 7ch  | 60ch | 56ch | 58ch | 62ch | V75W/U500W | 水平   | 黒沢山    |
| 津山南               | アナログ             | 49ch    | 51ch    | 47ch | 54ch | 29ch | 31ch | 33ch | 3W         | 水平   | 神南備山  |
| 津山東               | アナログ             | 51ch    | -       | -    | -    | -    | -    | -    | 30W        | 水平   | 鳥山      |
| 美作加茂             | デジタル             | 32ch    | 13ch    | 43ch | 28ch | -    | -    | -    | 0.3W       | 水平   | 青生山    |
| 美作加茂             | アナログ             | 55ch    | 53ch    | 57ch | 59ch | -    | -    | -    | 3W         | 水平   | 青生山    |

FMラジオ放送
2009年12月24日につやまコミュニティFM（愛称：エフエムつやま）が開局し、2010年7月1日にはエフエム津山（愛称：レディオつやま）が開局した。ただし両者は電波の送信場所が異なるため、受信可能な区域も当然異なる。エフエムつやまの送信所は北部の天狗寺山で津山市、勝央町、鏡野町および奈義町の各一部（4万6173世帯）、レディオつやまの送信所は南部の神南備山で津山市の一部（1万5475世帯）と勝央町、鏡野町、真庭市の一部を放送区域としている。なお、レディオつやまの送信所がある神南備山はテレビ放送の「津山南中継局」と同一場所である。レディオつやまは2020年10月25日をもって放送を終了した。
- NHK岡山FM：85.5MHz（津山局 出力100W）、86.3MHz（美作加茂局 出力1W）
- FM岡山：80.4MHz（津山局 出力100W）
- エフエムつやま：78.0MHz（天狗寺山 出力20W）
- レディオつやま：76.3MHz（神南備山 出力20W）※2020年10月25日をもって放送終了

AMラジオ放送
いずれも津山市内に設置されている。
- NHK岡山第1放送：927kHz（出力1kW）
- NHK岡山第2放送：1152kHz（出力100W）
- RSKラジオ：1494kHz（出力1kW）

## 観光・イベント
津山城址の鶴山公園や大名庭園の衆楽園といった城下町らしい名所・旧跡が点在する。しかし、津山市単独で考えれば決して観光資源に恵まれている訳ではなく、周辺の美作三湯や蒜山高原なども含めた「作州」としての観光開発・提案を行う向きもある。近年は、B'zの稲葉浩志の出身地として日本各地から訪れるファンも多く（津山観光協会作成の観光マップにも稲葉君メモリアルロードが掲載されている）、津山観光の大きな一翼を担っている。

### レジャー
- グリーンヒルズ津山
- 美作の丘
- 百々温泉
- 黒木トライアルパーク
- あば温泉

### 名所・旧跡・観光スポット
- 鶴山公園（津山城跡）：国の史跡
- 衆楽園（旧津山藩別邸庭園）国の名勝
- 城東町並み保存地区（津山洋学資料館、箕作阮甫旧宅、旧梶村家住宅、作州城東屋敷、河野美術館）
- 津山市城西伝統的建造物群保存地区（本源寺、徳守神社、妙法寺、本行寺、妙勝寺、作州民芸館）
- 田町旧武家屋敷跡
- 中山神社 – 美作国一の宮
- 美作国分寺：国の史跡
- 作楽神社
- 金光山長法寺（あじさい寺） – 井口246番地 神南備山（かんなびさん）麓。天台宗。美作西国三十三所観音霊場29番札所
- 横野滝
- 布滝
- 岩屋城 (美作国)：県指定史跡
- 矢筈城
- 天崇山（翠松樹院）泰安寺 – 浄土宗[14]
- 十六夜山古墳
- サムハラ神社奥の宮
- 久米のガンダム - 道の駅久米の里に設置されているモビルスーツの模型

### 祭り・イベント
- 福力荒神社大祭（旧暦元日 - 3日）
- 津山さくらまつり（4月1日 - 15日）
- 中山神社お田植え祭（4月29日）
- 津山納涼ごんごまつり（8月第1週末）
- 津山まつり（10月第3・第4週末）
- 赤穂浪士「三士祭」（3月1日）

### 文化施設
- アルネ・津山
  - 津山市立図書館
  - ベルフォーレ津山

- 津山運動公園
  - 津山総合体育館
  - 津山市営水泳場

- 津山スポーツセンター
  - 岡山県津山陸上競技場
  - 津山市営球場

- 津山文化センター

- 津山郷土博物館
- 森本慶三記念館（旧津山基督教図書館）
- つやま自然のふしぎ館

- 津山城下町歴史館
- 知新館（旧平沼騏一郎別邸）
- 加茂町歴史民俗資料館
- 津山まなびの鉄道館

### 名物料理・食品
- ホルモン焼きうどん
- さいぼし（干し肉）

## 出身者・ゆかりのある人物
※印は津山ふるさと大使に任命されている
- 赤松麟作（洋画家）
- 朝山すず（モデル、津山市公認PR大使、起業家、バイク王Beat&C公式アンバサダー）
- 有坂翔太（料理家・料理研究家）
- 井家上隆幸（文芸評論家）
- 市川哲史（音楽評論家）
- 稲葉浩志（ミュージシャン・B'z ボーカル担当）
- 稲葉右二（日本大学生物資源科学部獣医学科教授、科学技術庁長官賞、日本農学賞受賞、稲葉なおと（作家）の父、稲葉浩志の伯父）
- 宇田川榕菴（蘭学者・津山藩医）
- 内海里音（STU48）
- 太田薫（労働運動家）
- 大塚芳忠（声優、ナレーター）
- 岡本啓（福岡ローカルタレント）
- オダギリジョー（俳優）
- 川上憲人（精神科医、東京大学名誉教授）
- 河本準一（お笑いコンビ、次長課長・ボケ担当）
- 川村多実二（動物学者）
- 久原躬弦（化学者）
- 小林充佳（実業家）
- 小林元治（弁護士、日本弁護士連合会会長）
- 清田精二（元福井放送アナウンサー）
- 西東三鬼（俳人）
- 宰務剛兵（政治家、木材薪炭材商、醸造家）
- 重松清（作家）
- 津田真道（法学者、官僚）
- 増田美子（服飾史学者）
- 箕作元八（歴史学者）
- 山本博文（歴史学者）
- 箕作阮甫（蘭学者）
- 平沼騏一郎（総理大臣、枢密院議長）
- 平沼淑郎（教育者、元・早稲田大学学長 平沼騏一郎の兄）
- 藤田敏郎（外交官）
- 美甘政和（中山神社宮司）
- 堀文平（元・富士紡績社長、元・経団連副会長）
- 美土路昌一（初代全日本空輸社長、元・朝日新聞社社長）
- おおばやしみゆき（元漫画家 市内在住、出身は大阪府）
- 押阪忍（司会者、元アナウンサー）
- 正阿弥勝義（金工家）
- 棟田博（作家）
- 楠かつのり（映像作家、詩人）（詩のボクシング）
- 八代駿（俳優、声優）
- かわはらなつみ（漫画家）
- 胡桃ちの（漫画家）
- 坂本雅幸（ミュージシャン、太鼓奏者）
- 紅桜（ミュージシャン、ラッパー）
- 植月千春（カーヌーン奏者）
- 妹尾韶夫（翻訳家）
- Mr.ボールド（お笑い芸人）
- 桜乃彩音（女優、元宝塚歌劇団花組娘役トップ）
- タイガー福田（お笑い芸人、超新塾 ※旧芸名は“新塾タイガー”）
- 千原しのぶ（女優）
- 寺岡呼人（ミュージシャン・JUN SKY WALKER(S) ベース担当）　※出生地が津山市で、広島県福山市育ち。
- 甲田学人（ライトノベル作家）
- 妹尾友里江（ファッションモデル・タレント）
- 藤本麻子（女子プロゴルファー）
- 生田善子（声優、タレント）
- 藏合紗恵子（声優）
- 古川吉洋（騎手）
- 河中あい（グラビアアイドル）
- 美土路達雄（学者）
- 松野弘（社会学者、千葉大学大学院教授/千葉大学CSR研究センター長)、博士〔人間科学〕）
- 児玉裕輔（プロレスラー、WRESTLE-1）
- 天満のどか（プロレスラー、東京女子プロレス）
- 愛野ユキ（プロレスラー、東京女子プロレス）
- 髙橋信二（元プロ野球選手、現・オリックス・バファローズ一軍打撃コーチ）
- 亀澤恭平（元プロ野球選手、現・ショウワコーポレーション硬式野球部監督）
- 早瀬万豊（元社会人野球選手、関西大学野球部監督）
- 加藤竜馬（プロ野球選手、中日ドラゴンズ）
- 佐野海舟（プロサッカー選手）
- 佐野航大（プロサッカー選手、海舟の弟）
- 河本太（お笑いコンビ・ウエストランド、ボケ担当）※
- 井口浩之（お笑いコンビ・ウエストランド、ツッコミ担当）※
- 早瀬康広 （放送作家・都市ボーイズ）
- 山崎弘士（KBS京都アナウンサー）
- 太田三郎（現代アート作家）
- 矢山有作（元衆議院議員）
- 服部昇大（漫画家）
- 森本美由紀（イラストレーター）
- 岡本健太郎（漫画家）
- Spikey John（映像作家）
- 頃安祐良（映画監督）
- 久永直行（ミュージシャン・WINO ギター担当）
- ペギ（ミュージシャン・グッドモーニングアメリカ ドラム担当）
- J-REXXX（ミュージシャン・レゲエアーティスト）
- 小林明子（ジャーナリスト）
- 久常涼（プロゴルファー）
- 蓬郷由希絵（インスタグラマー）–tomagou.don
- マリッジスターこうもと（お笑い芸人）
- 河本啓佑（声優、マリッジスターこうもとの弟）